# Сказка

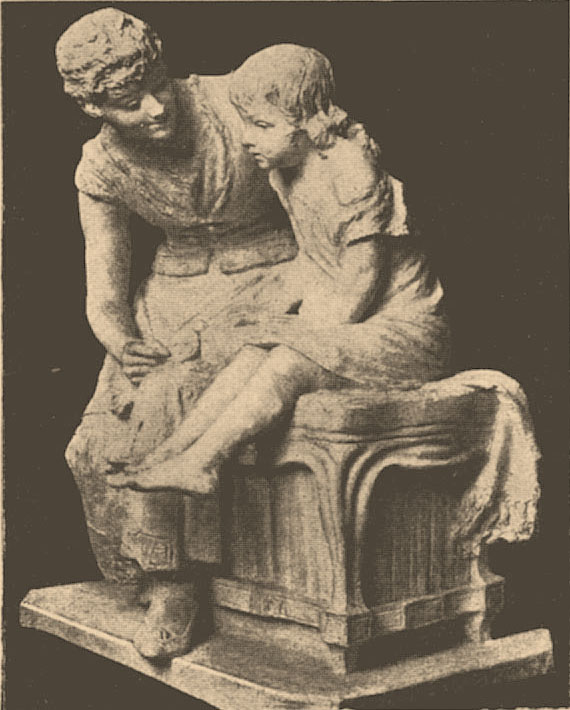
Сказка, Илья Гинцбург

Ска́зка — жанр фольклора или художественной литературы, эпическое, преимущественно прозаическое произведение с волшебным, героическим или бытовым сюжетом. Сказку характеризует отсутствие претензий на историчность повествования, нескрываемая вымышленность сюжета.
- Фольклорная сказка — эпический жанр письменного и устного народного творчества: прозаический устный рассказ о вымышленных событиях в фольклоре разных народов[1]. Вид повествовательного, в основном, прозаического фольклора (сказочная проза), включающий в себя разножанровые произведения, тексты которых опираются на вымысел. Сказочный фольклор противостоит «достоверному» фольклорному повествованию (не сказочная проза) (см. миф, былина, историческая песня, духовные стихи, легенда, демонологические рассказы, сказ, предание). Мифология представляет собой синтетическое единство, включая в себя зачатки религии, философии, политической теории, искусства, что осложняет размежевание мифологии от близких к ней по жанру и времени возникновения форм устного творчества, включая сказки, героический эпос, легенда, историческое предание[2]. В отличие от сказки, миф воспринимаются аудиторией как истинное повествование[3].
- Литературная сказка — эпический жанр: ориентированное на вымысел произведение, тесно связанное с народной сказкой, но, в отличие от неё, принадлежащее конкретному автору, не бытовавшее до публикации в устной форме и не имевшее вариантов[4]. Литературная сказка либо подражает фольклорной (литературная сказка, написанная в народно-поэтическом стиле), либо создаёт дидактическое произведение на основе не фольклорных сюжетов. Фольклорная сказка исторически предшествует литературной.

## Термин
Слово «сказка» засвидетельствовано в письменных источниках не ранее XVII века. От слова «каза́ть». Имело значение: перечень, список, точное описание. Например, переписный документ «Ревизская сказка». Современное значение приобретает с XVII—XIX века. Ранее использовалось слово «баснь».
Европейские народы, как правило, никак не обозначают фольклорную сказку, пользуясь для её определения самыми разными словами. Есть только два европейских языка, которые создали специальные слова для обозначения этого понятия: русский и немецкий. На латинском языке слово «сказка» передается через fabula. Но это слово обозначает не только сказку, но также: разговор, сплетня, предмет разговора и т. д., а также рассказ, в том числе сказка и басня. В значении «басня» оно перешло в немецкий язык (нем. Fabel). В немецком языке сказка обозначается словом Märchen. Корень Mar- означает «новость», «известие», -chen — уменьшительный суффикс. Таким образом, Märchen — «маленький, интересный рассказ». Это слово встречается с XIII века и постепенно закрепилось в значении «сказка».

## Происхождение и развитие. Сказка и миф

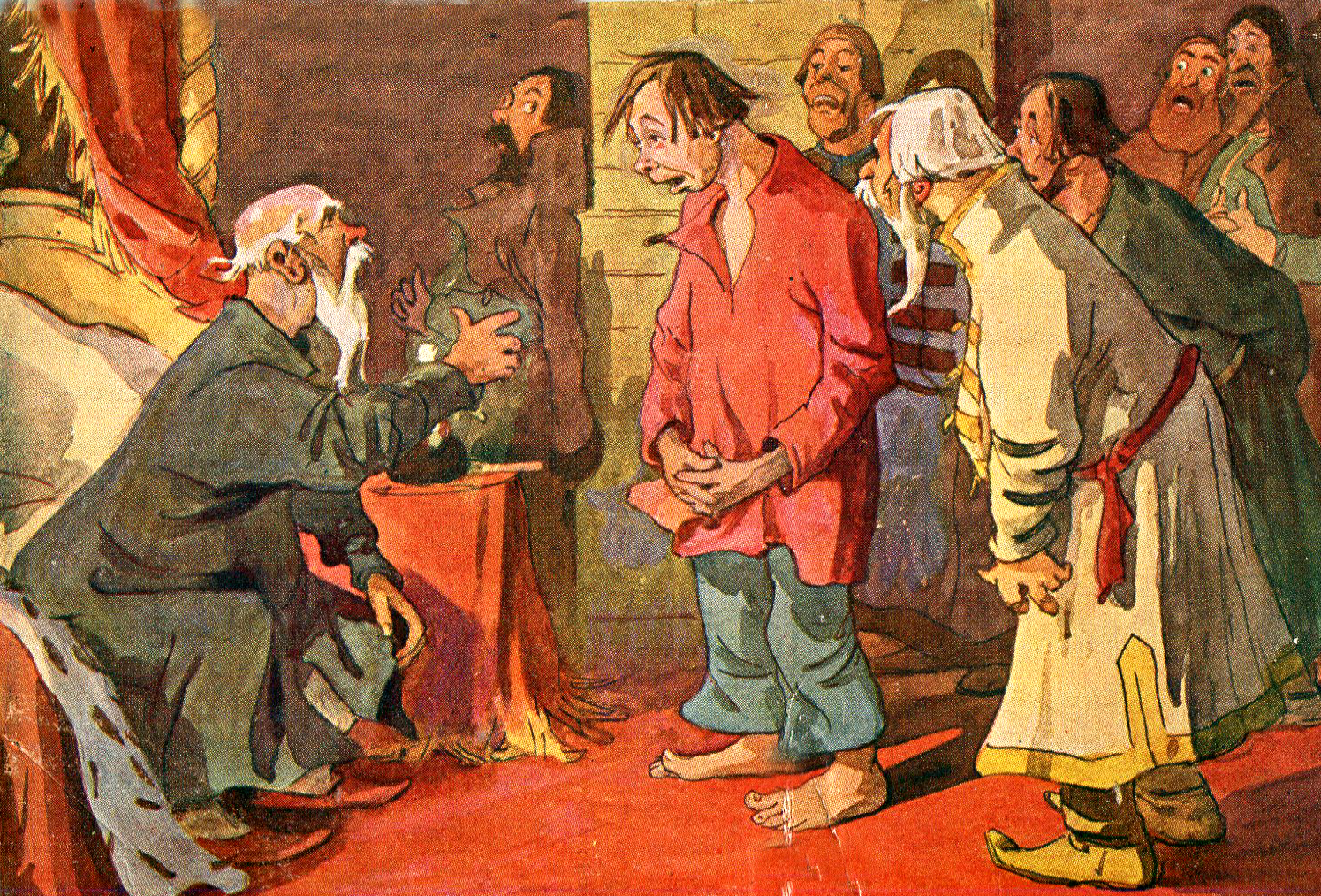
Эпизод из открыток с иллюстрациями «Конька-горбунка» Петра Ершова

Архаический фольклор с трудом позволяет установить различение мифа и сказки. Носители традиции выделяют две формы повествования (пыныл и лымныл — в культуре чукчей, хвенохо и хехо — у фон (Бенин), лилиу и кукванебу — у киривна в Меланезии и др.) только условно могут соотноситься с мифами и сказками.
Большинство исследователей не сомневаются в происхождении сказок из мифов. Архаические сказки сюжетно связаны с такими явлениями, как первобытные мифы, ритуалы, племенные обычаи. Мотивы, которые характерны для тотемических мифов и в особенности мифологических анекдотов о трикстерах, широко отразили сказки о животных. Мифологическое происхождение имеет универсальная по распространению волшебная сказка о браке с чудесным «тотемным» существом, которое временно сбросило звериную оболочку и приняло облик человека (ср. сюжеты AT 400, 425 и др.): чудесная жена (в более поздних вариантах — чудесный муж) одаривает своего избранника удачей в охоте, мёдом (если она пчела), богатым урожаем и др., однако покидает его по причинам нарушения им некоторого запрета (не называть её по имени, не ругать и др.). Сказки, повествующие о посещении других миров с целью освободить находящихся там пленниц (AT 301 и др.) представляют собой аналоги мифов и легенд о странствиях шамана или колдуна за душой больного или умершего. Распространённые сказки о группе детей, которые попали во власть такого персонажа, как злой дух, чудовище, людоед, и их спасает находчивость одного из них (AT 327 и др.), или об убийстве сильного змея — хтонического демона (AT 300 и др.), содержат мотивы, специфичные для посвятительного обряда.
Предпосылкой трансформации в сказки обладающих обрядовой основой мифов, бывших частью ритуала или комментарием к нему, стал разрыв прямой связи мифов и ритуальной жизни. Исчезли специфические ограничения на рассказывание мифа, в число слушателей были допущены непосвящённые (женщины и дети), что невольно изменило установку рассказчика на вымысел, внимание стало концентрироваться на развлекательности, вера в достоверность содержания ослабла. Из содержания исчезла наиболее священная часть, усилилось внимание к семейным взаимоотношениям персонажам, таким элементам как их ссоры, драки и т. п. Если мифу была свойственна установка на строгую достоверность, то в сказке она сменяется на нестрогую, что приводит к более сознательному и свободному вымыслу.
В генезисе сказки существенную роль играет демифологизация времени и места действия. Строгая локализация событий, если она имела место, сменяется неопределённостью времени и места действия. В итоге демифологизируется и результат действия — в сказке нет характерной для мифа этиологичности. В рамках мифа действия демиурга, даже подобные трюкам мифологического трикстера, мифологические приобретения наделены коллективным и космическим значением, определяют космогонический процесс, включая происхождение света, огня, пресной воды и др.; сказка, повествуя о добываемых объектах и достигаемых целях героя, говорит о его личном благополучии, эти достижения имеют семейно-родовой, социальный характер. Например, герой волшебной сказки похищает живую воду, которая нужна ему, чтобы излечить больного отца (в гавайские или европейские сказки и др.) или добывает огонь для своего очага при помощи зверей (сказки фон); персонаж животной сказки (заяц, паук) при помощи хитрости похищает только для себя воду из колодца. Этиологический смысл мифа с временем вытесняют мораль (сказки о животных), стилистические формулы, которые намекают на то, что повествования недостоверно (в волшебных сказках). Демифологизируются также сами герои. Предпосылкой появления животных сказок стала десакрализация восходящих к сказаниям о мифологических трикстерах тотемных персонажей, в условиях сохранения зооморфности персонажей. Главным героем скахок о животных является зооморфный трикстер, его проделки составляют главные структурные элементы сюжета. В ходе забвения тотемических верований в животные сказки добавлялись бытовые мотивы.
Герой волшебных и волшебно-героических сказок демифологизируется с полной антропоморфизацией и в некотором смысле с идеализацией: он имеет божественных родителей, у него чудесное происхождение, иногда остаются тотемические особенности. При этом этот персонаж изначально не обладает магическими силами, которые согласно собственной природе имеет мифологический герой. В архаических сказках герой получает эти качества как результат инициации, шаманского искуса, особого покровительства со стороны духов. Сказочные сюжеты со значительным сохранением мифологической фантастики сохранились в культуре северозападных индейцев и др., где почувствуется о необычайных испытаниях сына или зятя солнца. Эти повествования представляют собой своего рода героические сказки, однако богатырство героя здесь ещё колдовского, шаманского характера. Персонаж, который затем впоследствии становится зятем солнца, был обнаружен в брюхе щуки, он сам способен обращаться в щуку, щука помогает ему — тотемический мотив; старуха даёт ему мешок с ветрами, при помощи которого герой тушит огонь, что насылает солнце, он охотится за дочерьми последнего, которые приняли образ коз или птиц, вместе с дочерьми солнца он улетает на землю.
В ходе демифологизации персонажа, как предполагается, произошло взаимодействие собственно мифологических нарративов и различных архаических быличек-рассказов о встречах, происходивших в недавнем прошлом со злыми или добрыми духами. Центральными персонажами быличек являются обычные люди. Демифологизация часто сопровождается акцентом на «не подающем надежд» герое, обездоленном в социальном плане, гонимом и униженном представителе семьи, рода или селения. Примерами могут служить многочисленные персонажи бедных сирот в фольклоре таких народов, как меланезийцы, горные тибето-бирманские племена, эскимосы, палеоазиаты, североамериканские индейцы и др. Эти персонажи обижены сородичами и соседями, но духи становятся на защиту этих героев. Различные признаки такого «низкого» персонажа («неумойка», «незнайка», «дурачок», который связан с золой и очагом, и др.) обладают большим значением — восходят к ритуально-мифологической семантике (важно ритуальное значение, которым наделяется грязь, зола, лень, безумие, очаг и пр.), сознательно обозначается именно социальная обездоленность героя. Сказки, где действующими лицами выступают сын или зять солнца и другие «высокие» герои, являются архаическими аналогами русских волшебных сказок про Ивана-царевича. Повествования о бедном сиротке — «грязном парне» аналогичны таким персонажам, как запечники — младшие братья, Золушка в сказках европейских народов, Иванушка-дурачок.
Классическая волшебная сказка сформировалась значительно позже, чем классическая животная сказка, уже за рамками первобытной культуры. Первая известна только в фольклоре цивилизованных народов в странах Европы и Азии. Она отличается от архаических сказочных повествований в большей мере, чем архаические от мифа. Формирование классической волшебной сказки подготовили упадок, хотя и неполный, мифологического мировоззрения, трансформация, в ходе которой конкретно-этнографическая фантазия перешла в обобщённо-поэтическую. Архаический фольклор показывает сказочную фантастику такой же конкретно этнографичной, как и в рамках мифа, основанной на определённых племенных верованиях, тогда как классическая волшебная сказка отрывает сказочную фантастику от этой основы, создаёт условную поэтическую мифологию. Так, чудесные существа русской сказки являются иными, чем в рамках русской былички, которая отражает сохраняющиеся в конкретной среде суеверия. Для сказки, но не для мифа, специфичной является категория волшебного, которая по своему происхождению связана с магическим и сакральным, но не тождественна им. В сказке поэтизируются не только мифические существа (баба-яга, змей, кащей и др.), но и сами магические трансформации и колдовские действия.
Собственно сказочную семантику можно интерпретирована лишь исходя из мифологических истоков. Однако в рамках сказочной семантики, но не мифологической, характерной является гегемония социального кода. Фундаментальные для мифа противоположности (жизнь — смерть и др.) в существенной мере оттеснены социальными коллизиями, которые выступают в форме внутрисемейных отношений. Архаическая сказка лишь намечает семейную тему: сказочная семья представляет собой символическое обобщение большой семьи: сюжеты, повествующие о семейных распрях, угнетении падчерицы или обиде младшего брата могут быть интерпретированы в качестве знаков разложения рода. В мотиве младшего брата, предположительно, косвенно отражается вытеснение архаического минората и рост семейного неравенства. Образ мачехи объясняется нарушением эндогамии. Мотив мачехи и падчерицы в ряде устойчивых сюжетов европейских сказок является альтернативным мотиву инцестуального преследования отцом дочери — стремления к крайнему нарушению экзогамии.
Нарушения норм семейно-брачных отношений (в формах инцеста или, напротив, женитьбы на слишком отдалённых невестах) и взаимных обязательств свойственников становятся причиной серьёзных коллизий также в мифах, где они приводят к разъединению изначально связанных элементов космоса. Для их воссоединения требуются медиация и медиатор. В сказочных сюжетах те же нарушения (лёгкая форма нарушения брачных запретов в сказочных сюжетах о тотемной жене, которая сбросила животную оболочку; похищение царевны как наложницы змеиным персонажем, который является слишком далёким партнёром; преследование отцом дочери — инцестуальный сюжет или мачехой падчерицы, которая является слишком далёкой женой отца и др.) даются в плане возможных социальных, но не космических последствий. «Правильный» брачный обмен всё в большей мере утрачивает свою коммуникативную функцию. В сюжетах палеоазиатских мифов о приключениях детей ворона, которые заключают «правильные» браки с существами, что персонифицируют и контролируют погоду и морской промысел — с социализированными силами космоса. В сказочных сюжетах, где повествуется не о племенном благополучии на фоне космоса, а о личном счастье на фоне социума, брак имеющего «низкий» статус героя с царевной или «низкой» героини и царевича, который сопровождает повышение социального статуса героя, является чудесным выходом для персонажа из социальной коллизии. Среди сюжетов классической сказки имеются повествования о чудесном рождении героя как форме идеализации персонажа, но чаще «высокое» происхождение облечено в социальные формы типа царевича. Свадьба имеет задачу преодолеть фундаментальные противоречия на семейном уровне, ею осуществляется медиация в оппозиции «низкого» и «высокого». В рамках архаических сказок тема женитьбы является периферийной. Семейные отношения в некоторых случаях становятся средством достижения хозяйственных успехов, получения магических предметов и т. п. В процессе перехода к классическим волшебным сказкам средство и цель поменялись местами. Даже в сюжетах о добывании диковинок поиски этих предметов, пера жар-птицы, живой воды и др., выступают только прелюдией к свадьбе царевны. В других сказках чудесные предметы являются только средством, обеспечивающем счастливый брак. Медиативная функция заключения брака сохраняется и в редких случаях, если и жених, и невеста обладают высоким социальным происхождением. В этих сюжетах герой часто сознательно скрыт под образом «низкого» и только затем обнаруживает своё настоящее происхождение, например, в сюжете о золотоволосом юноше и др.
В целом семантика волшебного сказочного сюжета характеризуется сохранением основного мифологического противопоставления «свой — чужой», которое характеризует взаимоотношения героя и антагониста. Эту оппозицию волшебная сказка проецирует на такие плоскости, как дом — лес (ребёнок — баба-яга), «наше» царство — иное царство (молодец — змей), родная — неродная семья (падчерица — мачеха) и др. Нормы семейно-брачных отношений описываются в плане той же оппозиции: от нормально экзогамного брака, который заключается с «тотемной» супругой и объединяет «человеческое» и «животное», до их предельного нарушения норм — инцеста.
Классическая волшебная сказка уже не представляет успех или неуспех героя как прямое следствие соблюдения магических предписаний, получения магических способностей по итогу инициации или шаманского искуса, родственной или брачной связи с духами. Сюжет отрывает чудесные силы от персонажа, они в существенной мере работают вместо него. Эти силы благоволят по отношению к герою при условии соблюдения весьма отвлечённых правил поведения, которым диктуется структура сказочного поступка, основной принцип этого поступка — герой обязан давать положительный ответ на любой вызов, в особенности тот, что ведёт к действию, даже если его источником является явным образом враждебное существо: всякое предписание следует выполнить, а всякий запрет нарушить. Эта формальная система поведения характерна для сказок и не исключает возможную морально-этическую составляющую поступков героя, включая вежливость, доброту, щедрость и др. При этом волшебные силы оказывают герою активную помощь в совершении подвига, нередко работают вместо него, однако в правильном поведении всегда проявляет себя добрая воля героя, а в неправильном — злая воля ложного героя.
Как и миф, развитые сказки обладают единой морфологической структурой: это цепь потери (бед или недостач) ценностей космоса или социума и их приобретения, которые связаны действиями героя, представляющими собой их результат. К числу этих действий принадлежат космогонические и культурные деяния демиургов в рамках мифа, проделки трикстера в сюжетах животных сказок, испытания героев в сюжетах волшебных сказок. Действия являются дистрибутивно тождественными, все эти деяния представляют собой промежуточные звенья между потерями и приобретениями. Однако миф и архаическая сказка выступают составляют метаструктуру по отношению к классическим волшебным сказкам. Архаическая сказка может повествовать о цепи потерь и приобретений, включающих неопределённое число звеньев. Она не всегда заканчивается положительным, счастливым финалом (приобретением), хотя он и встречается чаще отрицательного (потери). Все звенья являются в той или иной мере структурно равноценными и достаточно обособленными. Классическая волшебная сказка обязательно образует жёсткую иерархическую ступенчатую структуру из отдельных сюжетных звеньев, где одни сказочные ценности выступают средством для получения других. Аналогична и структура классической животной сказки, которая состоит из цепи трюков, также, пусть и в меньшей степени, чем в рамках волшебной сказки, иерархизированных один относительно другого. Иерархическая структура в волшебной сказке включает два или чаще три основных звенья, представляющих собой испытания героя: предварительное (дарителем контролируется знание героем необходимых правил поведения), основное (подвиг, который ведёт к разрешению начальной беды или недостачи) и дополнительное (испытание для идентификации: герою нужно доказать, что именно он совершил подвиг, после чего соперники и самозванцы посрамлены). Кончается классическая волшебная сказка всегда счастливо, обычно женитьбой на царевне и получением полцарства. Оказывается разрешена первоначальная беда-недостача, но также герой получает дополнительные приобретения как награду. Испытания героя в сюжете волшебной сказки могут быть сопоставлены с испытаниями, которые характерны для ритуалов посвящения (инициации) или брака (более поздних) в культуре архаических обществ и соответствующих этим ритуалам мифов. Через инициацию и иные переходные ритуалы, например, из одного возрастного состояния в другое, проходит каждый человек, то сказка, для которой характерен интерес к судьбе личности, широко применяет мифологические мотивы, связанные с посвятительными ритуалами. Этими мотивы отмечены вехи на пути персонажа (испытания, получение магических сил), мотивы становятся символами героичности, например, победа над змеем и т. п. Так, ряд основных символов, мотивов, сюжетов и частично общая структура волшебных сказок связаны с посвятительными ритуалами, чему посвящены исследования П. Сентива и более поздние исследования В. Я. Проппа и Джозефа Кэмпбелла. Однако эквивалентом классической формы волшебных сказок в сфере ритуала скорее выступает свадьба как более молодой и индивидуализированный ритуал в сравнении с ритуалом инициации, с которым он частично связан в своём происхождении. Отсюда отчасти верным является утверждение, что инициация является ритуальным эквивалентом соответствующих типов мифа и архаических форм сказок, а свадьба — развитых волшебных сказок. Большое число мотивов и символов, встречающихся в сказке (башмачок Золушки, кольцо, запекается в пирог, невеста рядится в свиную или старушечью кожу — в японском сказочном сюжете, невеста, оказавшаяся подставной, мнимой, невеста или жених бегут, запрещается называть родовое имя молодой жены и др.) объясняются брачными обычаями и обрядами различных народов мира. В конечном итоге эти мотивы и символы восходят также к древней ритуально-мифологической семантике. Сказка сопоставляется также со свадебным обрядом в целом: заключение брака с царевной или с царевичем становится конечной целью сказочного сюжета. Тем не менее, нельзя утверждать о принципиально ритуальном происхождении волшебных сказок, по той причине, что своеобразие фантастики сказочных сюжетов и жанровая форма сказки в значительной мере определяются также первобытными фетишистскими, тотемическими, анимистическими, магическими представлениями и специфическими особенностями мифологического мышления, мифологическими медиациями.
Основные жанровые показатели, которые на стилистическом уровне противопоставляют волшебные классические сказки в качестве художественного вымысла мифам, включают традиционные формулы сказки, отмечающие неопределённость времени и места действия — в зачинах сказки, указывающие на недостоверность — на небылицу через категорию невозможного в сюжетной концовке и т. д. Зачины и концовки в классической волшебной сказке полярно противопоставлены формулам инициации — которые указывают на мифическое время первотворения: «это было тогда, когда животные ещё были людьми» и т. п. — и формулам в финале этиологического характера архаических сказок. При этом в прямой речи в рамках сказочного повествования схематизировано сохраняются отдельные ритуально-магические элементы.

## Фольклорная сказка

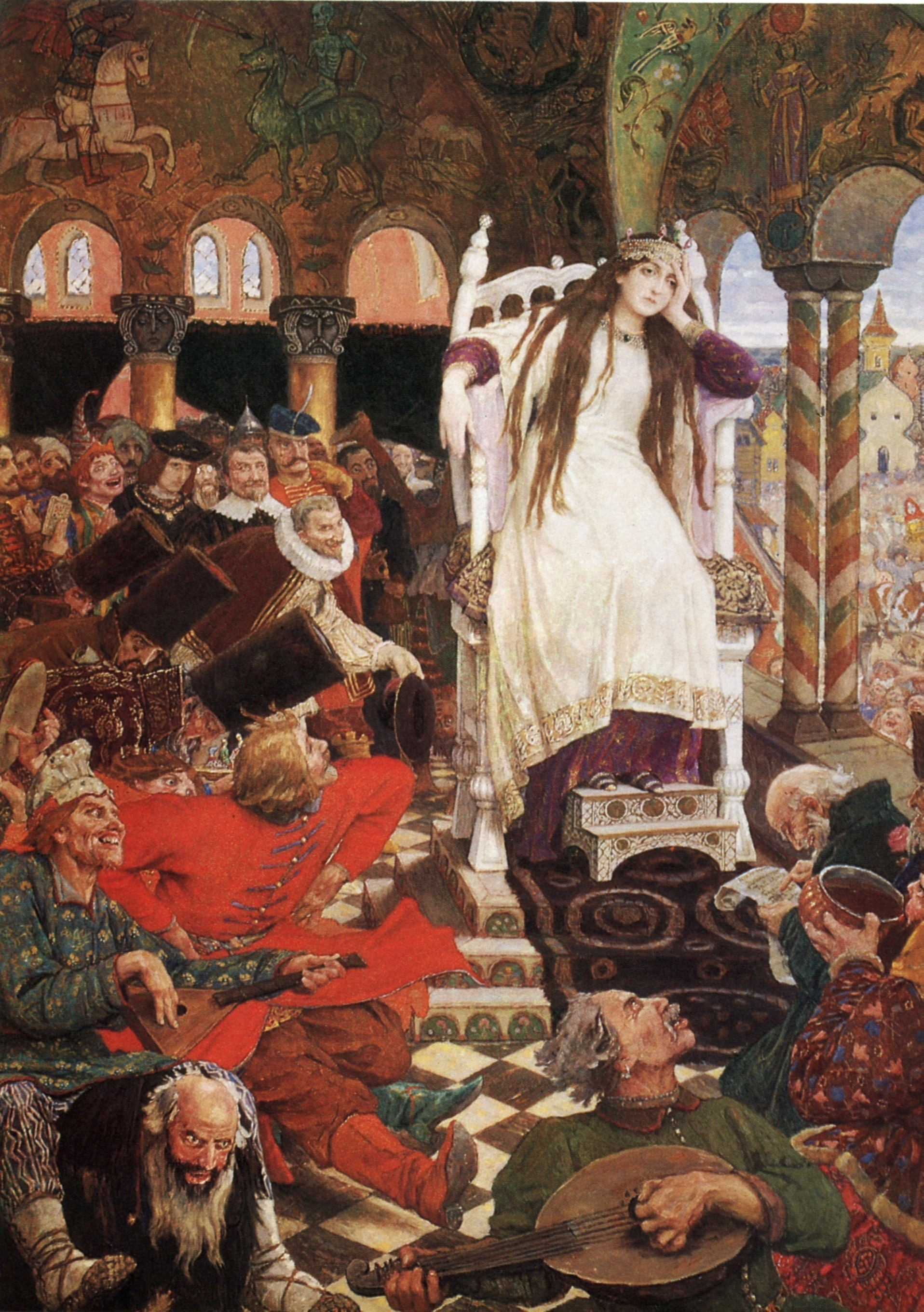
Царевна Несмеяна, Виктор Васнецов

Фольклорная сказка, в основе которой лежит традиционный сюжет, относится к прозаическому фольклору (сказочная проза). Миф, потеряв свои функции, стал сказкой. Первоначально сказка, выделившаяся из мифа, противостояла мифу как:
1. Профанное — сакральному. Миф связан с ритуалом, поэтому миф, в определённое время и в определённом месте, раскрывает посвящённым тайные знания;
2. Нестрогая достоверность — строгой достоверности. Уход сказки от этнографичности мифа привёл к тому, что художественная сторона мифа вышла на первый план в сказке. Сказка «заинтересовалась» увлекательностью сюжета. Историчность (квазиисторичность) мифа стала неактуальной для сказки. События сказки происходят вне географической приуроченности в рамках сказочной географии.

Фольклорная сказка имеет свою специфическую поэтику, в установлении которой настаивали А. И. Никифоров и В. Я. Пропп. Тексты данного жанра строятся с помощью установленных традицией клише:
1. Сказочные формулы — ритмизованные прозаические фразы:
  - «Жили-были…», «В некотором царстве, в некотором государстве…» — сказочные инициалы, зачины;
  - «Скоро сказка сказывается, да не скоро дело делается» — срединные формулы;
  - «И я там был, мёд-пиво пил, по усам текло, да в рот не попало», «Сказка — ложь, да в ней намёк, добрым молодцам урок», — сказочная концовка, финал;
2. «Общие места» — кочующие из текста в текст разных сказочных сюжетов целые эпизоды:
  - Приход Ивана-царевича к Бабе-Яге, где проза перемежается с ритмизованными местами:
    - Клишированное описание портрета — «Баба-Яга, костяная нога»;
    - Клишированные формульные вопросы-ответы — «куда путь-дорогу держишь», «встань ко мне лицом, к лесу задом», и т. д.;

  - Клишированное описание места действия: «на калиновом мосту, на реке смородиновой»;
  - Клишированное описание действий: перемещение героя на «ковре-самолёте»;
  - Общефольклорные эпитеты: «красна девица», «добрый молодец».

Фольклорная сказка отвечает трём требованиям фольклорной бытийности (общефольклорные признаки):
1. Устность.
2. Коллективность.
3. Анонимность.

Сюжет фольклорной сказки, в отличие от сюжета литературной сказки, существует во множестве текстов, в которых допускается некоторая степень импровизации исполнителя сказочного материала. Тексты фольклорной сказки противостоят друг другу по степени схожести-несхожести как вариант-вариации. В сказковедении ставится проблема авантекста, разрешение которой решает вопрос о творческом мастерстве исполнителя сказочного фольклора, ведь он не запоминает текст сказки целиком, а порождает текст на глазах у слушателей, восстанавливая конструктивные элементы текста, — тематические (мотивы) и стилистические («общие места», формулы и пр.). Сказитель хранил в памяти сказочные сюжеты целиком или в форме единиц сюжета, т. н. мотива, и воспроизводил в исполняемой сказке. Сказковедение перечислило все обнаруженные сказочные сюжеты, собрав их в составленные указатели. Некоторые сказочные сюжеты встречаются в одном тексте (контаминация сюжетов). Сказитель, для придания эпического замедления, использовал приём утроения действия в сказке. В сказковедении идёт постоянный поиск метода полного описания структуры текста фольклорной сказки. Для удобного описания текста исследователи выделяют, помимо композиционно-сюжетного и стилистического уровней текста, ещё идейно-тематический и образный уровни. В архаические времена (распад первобытно-общинного строя) фольклорная сказка напоминала миф (мифологическая сказка или миф-сказка), однако и поздняя классическая сказка сохранила реликты мифологического сознания. Задача фольклористики, как междисциплинарной науки, стоящей на границе лингвистики, литературоведения, этнографии, — вскрыть в тексте эти реликты.

## Классификация фольклорной сказки
Фольклорная сказка включает несколько жанров (по другой классификации — жанровых разновидностей одного жанра сказки). В науке о сказке существует проблема классификации сказочных жанров. В «Сравнительном Указателе Сюжетов: Восточнославянская сказка», созданном на основе указателя Аарне, в котором систематизирована европейская, а потом, в последующих редакциях, Стита Томпсона (см. Указатель сюжетов фольклорной сказки), сказка народов мира, представлены следующие жанры сказочного фольклора:
1. Сказки о животных, растениях, неживой природе и предметах.
2. Волшебные сказки.
3. Легендарные сказки.
4. Новеллистические (бытовые) сказки.
5. Сказки об одураченном чёрте.
6. Анекдоты.
7. Небылицы.
8. Кумулятивные сказки.
9. Докучные сказки.

Многие фольклористы (В. Я. Пропп, Э. В. Померанцева, Ю. И. Юдин, Т. В. Зуева) различают в составе жанра «Бытовые сказки» две жанровые разновидности: новеллистические и анекдотические сказки. Анекдотические сказки вбирают в себя сюжеты из группы «Сказки об одураченном чёрте», многие сюжеты, отнесённые к анекдотам, некоторые сюжеты, включённые в раздел новеллистические сказки, и некоторые сюжеты, причисленные к волшебным сказкам.
В повествовательном фольклоре не всегда можно провести чёткую границу между жанрами. Так, легендарная сказка может совмещать признаки сказки и легенды, а прозаические переделки былин могут быть отнесены в особую жанровую группу «Богатырская сказка». Изменение отношения к действительности носителей фольклора изменяет принадлежность повествования к тому или иному фольклорному жанру.

## Жанровые разновидности сказки

### Сказка о животных
Сказка о животных (животный эпос) — совокупность (конгломерат) разножанровых произведений сказочного фольклора (сказка), в которых в качестве главных героев выступают звери, птицы, рыбы, а также предметы, растения и явления природы. В сказках о животных человек либо 1) играет второстепенную роль (старик из сказки «Лиса крадёт рыбу из воза (саней)»), либо 2) занимает положение, равноценное животному (мужик из сказки «Старая хлеб-соль забывается»).
Возможная классификация сказки о животных.
Прежде всего, сказка о животных классифицируется по главному герою (тематическая классификация). Такая классификация приведена в указателе сказочных сюжетов мирового фольклора, составленного Аарне-Томпсоном и в «Сравнительном Указателе Сюжетов. Восточнославянская сказка»:
1. Дикие животные.
  - Лиса.
  - Другие дикие животные.
2. Дикие и домашние животные
3. Человек и дикие животные.
4. Домашние животные.
5. Птицы и рыбы.
6. Другие животные, предметы, растения и явления природы.

Следующая возможная классификация сказки о животных — это структурно-семантическая классификация, которая классифицирует сказку по жанровому признаку. В сказке о животных выделяют несколько жанров. В. Я. Пропп выделял такие жанры как:
1. Кумулятивная сказка о животных.
2. Волшебная сказка о животных
3. Басня (аполог)
4. Сатирическая сказка

Е. А. Костюхин выделял жанры о животных как:
1. Комическая (бытовая) сказка о животных
2. Волшебная сказка о животных
3. Кумулятивная сказка о животных
4. Новеллистическая сказка о животных
5. Аполог (басня)
6. Анекдот.
7. Сатирическая сказка о животных
8. Легенды, предания, бытовые рассказы о животных
9. Небылицы

Пропп в основу своей классификации сказки о животных по жанрам пытался положить формальный признак. Костюхин же в основу своей классификации отчасти положил формальный признак, но в основном исследователь разделяет жанры сказки о животных по содержанию. Это позволяет глубже понять разнообразный материал сказки о животных, который демонстрирует разнообразие структурных построений, пестроту стилей, богатство содержания.
Третья возможная классификация сказки о животных является классификации по признаку целевой аудитории. Выделяют сказки о животных на:
1. Детские сказки.
  - Сказки, рассказанные для детей.
  - Сказки, рассказанные детьми.
2. Взрослые сказки.

Тот или иной жанр сказки о животных имеет свою целевую аудиторию. Современная русская сказка о животных в основном принадлежит детской аудитории. Таким образом, сказки, рассказанные для детей, имеют упрощённую структуру. Но есть жанр сказки о животных, который никогда не будет адресован детям — это т. н. «Озорная» («заветная» или «порнографическая») сказка.
Около двадцати сюжетов сказок о животных — это кумулятивные сказки (рекурсивные). Принцип такой композиции заключается в многократном повторении единицы сюжета. С. Томпсон, Й. Болте и Й. Поливка, Пропп выделяли сказки с кумулятивной композицией в особую группу сказок. Кумулятивную (цепевидную) композицию различают:
1. С бесконечным повторением:
  - Докучные сказки типа «Про белого бычка».
  - Единица текста включается в другой текст («У попа была собака»).
2. С конечным повторением:
  - «Репка» — нарастают единицы сюжета в цепь, пока цепь не оборвётся.
  - «Петушок подавился» — происходит расплетание цепи, пока цепь не оборвётся.
  - «За скалочку уточку» — предыдущая единица текста отрицается в следующем эпизоде.

Другой жанровой формой сказки о животных является структура волшебной сказки (о структуре смотрите ниже) («Волк и семеро козлят» СУС 123, «Кот, петух и лиса» СУС 61 B).
Ведущее место в сказках о животных занимают комические сказки — о проделках животных ("Лиса крадёт рыбу с саней (с воза) СУС 1, «Волк у проруби» СУС 2, "Лиса обмазывает голову тестом (сметаной) СУС 3, «Битый небитого везёт» СУС 4, «Лиса-повитуха» СУС 15 и т. д), которые влияют на другие сказочные жанры животного эпоса, особенно на аполог (басню). Сюжетное ядро комической сказки о животных составляют случайная встреча и проделка (обман, по Проппу). Иногда сочетают несколько встреч и проделок (контаминация). Героем комической сказки является трикстер (тот, кто совершает проделки). Основной трикстер русской сказки — лиса (в мировом эпосе — заяц). Жертвами её обычно бывают волк и медведь. Замечено, что если лиса действует против слабых, она проигрывает, если против сильных — выигрывает (Дм. Молдавский). Это идёт из архаического фольклора. В современной сказке о животных победа и поражение трикстера нередко получает моральную оценку.
Трикстеру в сказке противопоставлен простофиля. Им может быть и хищник (волк, медведь), и человек, и животное-простак, вроде зайца.
Значительная часть сказок о животных занимает аполог (басня), в которой выступает не комическое начало, а нравоучительное, морализующее. При этом аполог не обязательно должен иметь мораль в виде концовки. Мораль вытекает из сюжетной ситуации. Ситуации должны быть однозначными, чтобы легко сформировать моральные выводы. Типичными примерами аполога являются сказки, где происходит столкновение контрастных персонажей (Кто трусливее зайца? АТ 70; Старя хлеб-соль забывается AT 155; Заноза в лапе медведя (льва) AT 156. Апологом можно также считать такие сюжеты, которые были известны в литературной басне с античных времён («Лиса и кислый виноград» АТ 59; «Ворона и лисица» AT 57 и многие другие). Аполог — сравнительно поздняя форма сказок о животных. Относится ко времени, когда моральные нормы уже определились и подыскивают для себя подходящую форму. В сказках этого типа трансформировались лишь немногие сюжеты с проделками трикстеров, часть сюжетов аполога (не без влияния литературы) выработал сам[кто?]. Третий путь развития аполога — разрастание паремии (пословицы и поговорки). Но в отличие от паремии, в апологе аллегория не только рациональна, но и чувствительна.
Рядом с апологом стоит так называемая новеллистическая сказка о животных, выделенная Е. А. Костюхиным. Новелла в животной сказке — рассказ о необычных случаях с довольно развитой интригой, с резкими поворотами в судьбе героев. Тенденция к морализации определяет судьбу жанра. В нём более определённая мораль, чем в апологе, комическое начало приглушено, либо совсем снято. Озорство комической сказки о животных заменено в новелле иным содержанием — занимательным. Классический пример новеллистической сказки о животных — АТ 160 «Благодарные звери». Большинство сюжетов фольклорной новеллы о животных складываются в литературе, а потом переходят в фольклор. Лёгкий переход этих сюжетов связан с тем, что сами литературные сюжеты складываются на фольклорной основе.
Говоря о сатире в сказках о животных, надо сказать, что литература некогда дала толчок к развитию сатирической сказки. Условие для появлении сатирической сказки возникает в позднем Средневековье. Эффект сатирического в фольклорной сказке достигается тем, что в уста животных вкладывается социальная терминология («Лиса-исповедница» АТ 61 А; «Кот и дикие животные» АТ 103). Особняком стоит сюжет сказки АТ 254** «Ёрш Ершович», которая является сказкой книжного происхождения. Поздно появившись в народной сказке, сатира в ней не закрепилась, так как в сатирической сказке легко можно убрать социальную терминологию. Так, в XIX веке сатирическая сказка непопулярна. Сатира внутри сказки о животных — лишь акцент в крайне незначительной группе сюжетов о животных. И на сатирическую сказку повлияли законы животной сказки с проделками трикстера. Сатирическое звучание сохранилось в сказках, где в центре трикстер; а там, где была полнейшая нелепица происходящего, сказка становилась небылицей.

### Волшебная сказка

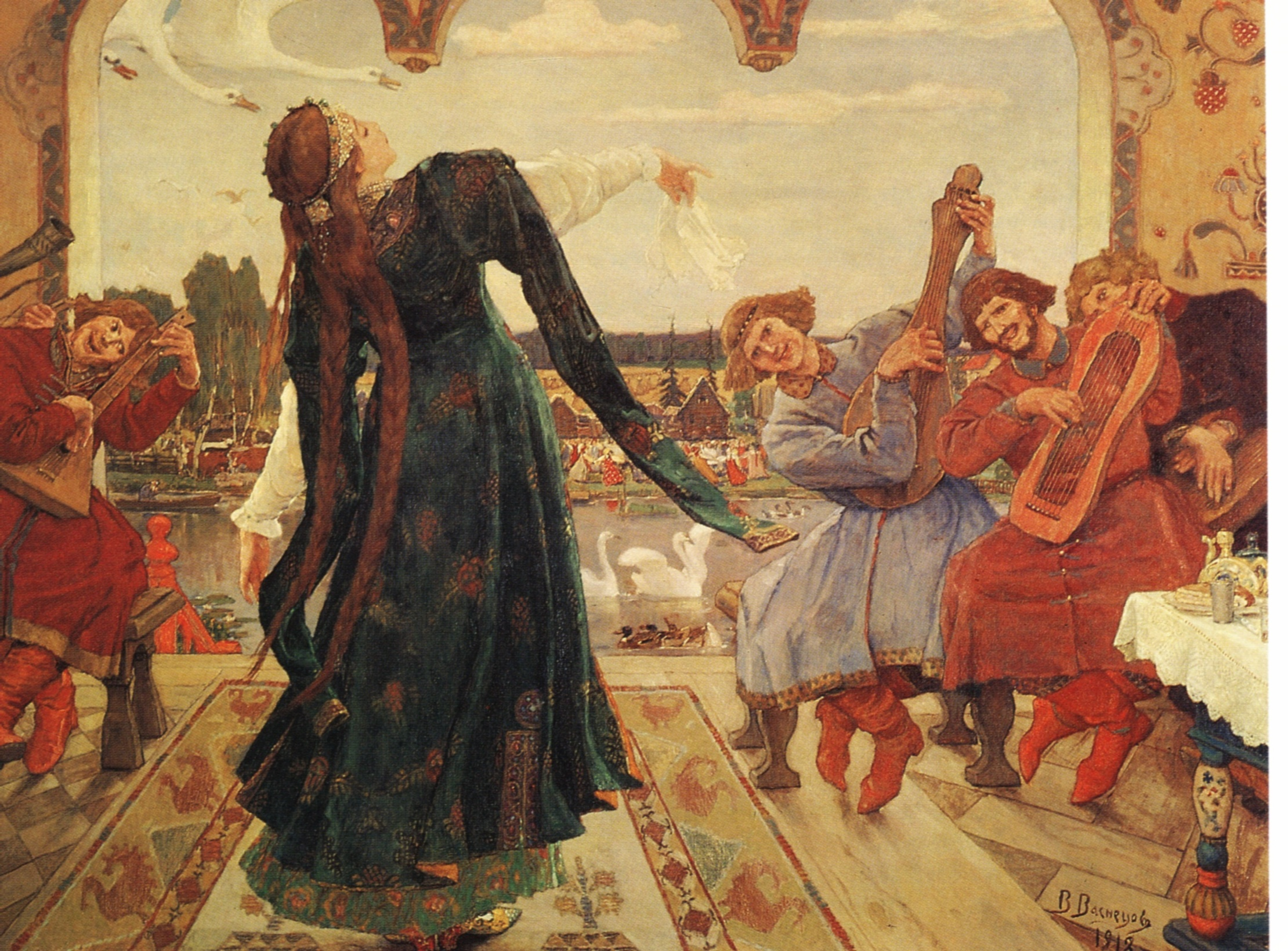
Царевна-лягушка, Виктор Васнецов, 1918

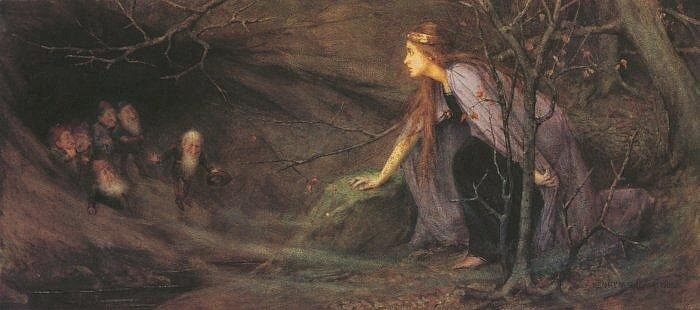
Давным-давно, Генри Мейнелл Рим, 1908

Волшебная сказка имеет в своей основе сложную композицию, которая имеет экспозицию, завязку, развитие сюжета, кульминацию и развязку (см. также Конфликт (литературоведение). По Проппу происходит от обряда инициации.
В основе сюжета волшебной сказки находится повествование о преодолении потери или недостачи, при помощи чудесных средств, или волшебных помощников. В экспозиции сказки присутствуют стабильно 2 поколения — старшее (царь с царицей и т. д.) и младшее — Иван с братьями или сёстрами. Также в экспозиции присутствует отлучка старшего поколения. Усиленная форма отлучки — смерть родителей. Завязка сказки состоит в том, что главный герой или героиня обнаруживают потерю или недостачу или же здесь присутствуют мотивы запрета, нарушения запрета и последующая беда. Здесь начало противодействия, то есть отправка героя из дома.
Развитие сюжета — это поиск потерянного или недостающего.
Кульминация волшебной сказки состоит в том, что главный герой или героиня сражаются с противоборствующей силой и всегда побеждают её (эквивалент сражения — разгадывание трудных задач, которые всегда разгадываются).
Развязка — преодоление потери или недостачи. Обычно герой (героиня) в конце «воцаряется» — то есть приобретает более высокий социальный статус, чем у него был в начале.
В. Я. Пропп вскрывает однообразие волшебной сказки на сюжетном уровне в чисто синтагматическом плане. Он открывает инвариантность набора функций (поступков действующих лиц), линейную последовательность этих функций, а также набор ролей, известным образом распределённых между конкретными персонажами и соотнесённых с функциями. Функции распределяются среди семи персонажей:
- антагониста (вредителя),
- дарителя,
- помощника,
- царевны или её отца,
- отправителя,
- героя,
- ложного героя.

Пропп создаёт метасхему волшебной сказки, состоящей из 31 функции. Мелетинский Е. М., продолжая за Проппом исследование по жанровому определению волшебной сказки, объединяет пропповские сказочные функции в крупные структурообразующие единицы для того, чтобы точнее дать жанровое определение волшебной сказке. Учёный говорит о том, что для волшебной сказки характерны такие общие единицы, представленные во всех сказочных текстах, как ελ…EL, где греческие буквы — испытание героя сказки дарителем и вознаграждение героя (Баба-Яга даёт Ивану-царевичу волшебный клубок за то, что он себя правильно вёл). Латинские же буквы, в формуле Мелетинского, обозначают бой над антагонистом и победу над ним (в роли антагониста выступает в волшебной сказке Кощей Бессмертный, Змей Горыныч). Победа над антагонистом немыслима без помощи волшебного средства, полученного ранее от дарителя.
Мелетинский предлагает выделять не только жанр волшебной сказки, но также различать её жанровые типы, вводя дополнительные единицы для определения жанровых типов волшебной сказки:
- наличие/отсутствие независимого от героя объекта борьбы (O — Oˉ)
- добывание брачного партнёра и чудесного предмета (O¹ — O²)
- добывание объекта героем для себя или для царя, отца, семьи, своей общины (S — Sˉ)
- фактор семейного характера основной коллизии (F — Fˉ)
- выявление сказки с отчётливо мифологической окраской враждебного герою демонического мира (M — Mˉ).

Благодаря этим единицам можно выделить пять групп сказок:
1. O1SˉFˉM — героические сказки, змееборческого типа (АТ 300—301).
  - O2SˉFˉM — героические сказки типа «квест[англ.]» (АТ 550—551).
2. OˉSFˉM — архаические сказки типа «дети у людоеда» (АТ 311, 312, 314, 327).
  - O1SˉFM — сказки о семейно гонимых, отданных во власть лесным демонам (АТ 480, 709).
  - OˉSFMˉ — сказки о семейно гонимых без мифических элементов (АТ 510, 511).
3. O1SFˉM — сказки о чудесных супругах (АТ 400, 425, и др.).
  - O2SFˉMˉ — сказки о чудесных предметах (АТ 560, 563, 566, 569, 736).
4. O1SFˉMˉ- сказки о свадебных испытаниях (АТ 530, 570, 575, 577, 580, 610, 621, 675).
5. O1SˉFˉMˉ — ?[уточнить] (АТ 408, 653).
  - O2SˉFˉMˉ — ?[уточнить] (АТ 665).

Пользуясь вышеизложенной классификацией типов волшебной сказки, надо иметь в виду, что во многих сказках есть так называемые вторые ходы (перипетии), наличие которых выражается в том, что главный герой сказки ненадолго теряет объект своего желания.
Мелетинский, выделяя пять групп волшебных сказок, пытается решить вопрос исторического развития жанра вообще и сюжетов в частности. Выстраиваемая схема O — Oˉ, M — Mˉ, F — Fˉ, S — Sˉ, во многом соответствует общей линии развития от мифа к сказке: демифологизация основной коллизии и выдвижение на первый план семейного начала, сужение коллективизма, развитие интереса к личной судьбе и компенсации социально обездоленного. В волшебной сказке присутствуют все этапы этого развития. В сказке присутствуют некоторые мотивы, характерные для тотемических мифов. Совершенно очевидно мифологическое происхождение универсально распространённой волшебной сказки о браке с чудесным «тотемным» существом, временно сбросившим звериную оболочку и принявшим человеческий облик («Муж ищет исчезнувшую или похищенную жену (жена ищет мужа)» СУС 400, «Царевна-лягушка» 402, «Аленький цветочек» 425 °C[уточнить] и др.). Сказка о посещении иных миров для освобождения находящихся там пленниц («Три подземных царства» СУС 301 А, B и др.). Популярные сказки о группе детей, попадающих во власть злого духа, чудовища, людоеда и спасающихся благодаря находчивости одного из них («Мальчик-с-пальчик у ведьмы» СУС 327B и др.), или об убийстве могучего змея — хтонического демона («Победитель змея» СУС 3001 и др.). В волшебной сказке активно разрабатывается семейная тема («Золушка» СУС 510 А и др.). Свадьба для волшебной сказки становится символом компенсации социально обездоленного(«Сивка-Бурка» СУС 530). Социально обездоленный герой (младший брат, падчерица, дурак) в начале сказки, наделённый всеми отрицательными характеристиками со стороны своего окружения, наделяется в конце красотой и умом («Конёк-горбунок» СУС 531). Выделяемая группа сказок о свадебных испытаниях обращает внимание на повествование о личных судьбах. Новеллистическая тема в волшебной сказке не менее интересна, чем богатырская. Пропп классифицирует жанр волшебной сказки по наличию в основном испытании «битвы — победы» или по наличию «трудной задачи — решения трудной задачи». Логичным развитием волшебной сказки стала сказка бытовая.
Изучаются также различные аспекты волшебных сказок, например еда.

### Новеллистическая сказка
Новеллистическая сказка (или, социально-бытовая) имеет одинаковую с волшебной сказкой композицию, но качественно отличающаяся от неё. Сказка данного жанра прочно связана с реальностью, здесь существует лишь один, земной мир, и реалистично передаются особенности быта, а главный персонаж — трикстер, обычный человек из народной среды, борющийся за справедливость с власть предержащими и добивающийся своего с помощью смекалки, ловкости и хитрости.

### Анекдотическая сказка
Анекдотическая сказка, выделяемая А. Н. Афанасьевым, отличается от анекдота тем, что сказка является развёрнутым повествованием анекдота.

### Небылица
Небылицы — сказки, построенные на бессмыслице. Они небольшие по объёму и часто имеют вид ритмизованной прозы. Небылицы представляют собой особый жанр фольклора, который встречается у всех народов как самостоятельное произведение или как часть сказки, скоморошины, былички, былины.

## Собирание сказок
В Европе первым собирателем сказочного фольклора стал французский поэт и литературный критик Шарль Перро (1628—1703), в 1697 году издавший сборник «Сказки матушки Гусыни». В 1704—1717 годах в Париже вышло сокращённое издание арабских сказок «Тысячи и одной ночи», подготовленное Антуаном Галланом для короля Людовика XIV.
Начало систематическому собиранию сказочного фольклора положили представители немецкой мифологической школы в фольклористике, прежде всего члены кружка приверженцев гейдельбергского романтизма братья Гримм. Именно после того, как они издали в 1812—1814 годах сборник «Домашние и семейные немецкие сказки», разошедшийся крупным тиражом, интерес к родному фольклору проявили писатели и учёные других стран Европы. Однако у братьев Гримм были предшественники в самой Германии. Например, ещё в 1782—1786 годах немецкий писатель Иоганн Карл Август Музеус (умер в 1787 году) составил пятитомный сборник «Народные сказки немцев», но опубликован он был только в 1811 году его другом поэтом Виландом.
В России начинателем собирания русских народных сказок явился русский этнограф Александр Николаевич Афанасьев. Подготовленный им сборник «Русские детские сказки» вышел в Москве в 1870 году. Большой вклад в собирание и организацию детского фольклора внесли такие личности как Авдеева, Даль. В истории собирания детского фольклора оставил заметный след и этнограф-собиратель Шейн. Он выделил детский фольклор как особую область науки. Вклад в популяризацию и коллекционирование сказок внёс также украинский поэт Малкович.

## Указатели сюжетов сказок
Исследователи сказок группируют схожие сказки в сюжеты. Общепризнанным указателем фольклорной сказки стал «Указатель сказочных типов» Стита Томпсона, созданный на основе указателя Антти Аарне. Существуют множество национальных, региональных указателей, указателей в научных сборниках фольклорной сказки, которые построены по системе Аарне — Томпсона. Эти указатели отражают материал национальной, региональной традиции, материал отдельных сказочных сборников.